# Karşıyaka Spor Kulübü 2015-2016
Questa voce raccoglie le informazioni riguardanti il Karşıyaka Spor Kulübü nelle competizioni ufficiali della stagione 2015-2016.

## Stagione
La stagione 2015-2016 del Karşıyaka Spor Kulübü è la 44ª nel massimo campionato turco di pallacanestro, la Türkiye 1. Basketbol Ligi.

## Roster
Aggiornato al 21 ottobre 2022.
| Pınar Karşıyaka 2015-16 | Pınar Karşıyaka 2015-16 |
| Giocatori               | Staff tecnico           |
| ----------------------- | ----------------------- |

| N. | Naz.                                   | Ruolo | Nome               | Anno | Alt.   | Peso   |  |
| -- | -------------------------------------- | ----- | ------------------ | ---- | ------ | ------ |  |
| 1  | Stati Uniti (bandiera)                 | P     | Joe Ragland        | 1989 | 182 cm | 80 kg  |  |
| 2  | Stati Uniti (bandiera)                 | PG    | Bracey Wright      | 1984 | 191 cm | 95 kg  |  |
| 3  | Colombia (bandiera)                    | C     | Juan Palacios      | 1985 | 203 cm | 111 kg |  |
| 4  | Stati Uniti (bandiera)                 | C     | Colton Iverson     | 1989 | 213 cm | 116 kg |  |
| 5  | Turchia (bandiera)                     | G     | Muhammed Baygül    | 1992 | 191 cm | 84 kg  |  |
| 6  | Turchia (bandiera)                     | AG    | Samet Geyik        | 1993 | 206 cm | 98 kg  |  |
| 9  | Turchia (bandiera)                     | C     | Egemen Güven       | 1996 | 213 cm | 100 kg |  |
| 10 | Turchia (bandiera)                     | PG    | Can Altıntığ       | 1987 | 195 cm | 90 kg  |  |
| 11 | Stati Uniti (bandiera)                 | GA    | Justin Carter      | 1987 | 193 cm | 91 kg  |  |
| 12 | Turchia (bandiera)                     | AP    | İnanç Koç          | 1979 | 201 cm | 100 kg |  |
| 15 | Turchia (bandiera)                     | AG    | Mertcan Solkol     | 1996 | 202 cm |        |  |
| 16 | Nuova Zelanda (bandiera)               | AP    | Thomas Abercrombie | 1987 | 198 cm | 98 kg  |  |
| 17 | Stati Uniti (bandiera)                 | P     | Lazeric Jones      | 1990 | 185 cm | 84 kg  |  |
| 21 | Turchia (bandiera)                     | AC    | Kerem Gönlüm       | 1977 | 208 cm | 102 kg |  |
| 22 | Stati Uniti (bandiera)                 | AG    | Kenny Gabriel      | 1989 | 206 cm | 99 kg  |  |
| 23 | Stati Uniti (bandiera)                 | AP    | Josh Carter        | 1986 | 201 cm | 91 kg  |  |
| 25 | Kosovo (bandiera) · Turchia (bandiera) | P     | Kenan Sipahi       | 1995 | 197 cm | 85 kg  |  |
| 34 | Turchia (bandiera)                     | P     | Soner Şentürk      | 1986 | 192 cm | 80 kg  |  |

| Allenatore                                                            |
| - Ufuk Sarıca                                                         |
| Assistente/i                                                          |
| - Nessuno Legenda - (C) Capitano - (IN) Inattivo - Infortunato Roster |

## Mercato

### Sessione estiva
| Acquisti | Acquisti        | Acquisti       | Acquisti      | Acquisti |
| R.a      | Nome            | da             | Modalità      |          |
| -------- | --------------- | -------------- | ------------- | -------- |
| G        | Muhammed Baygül | TED Ankara     | definitivo    |          |
| C        | Colton Iverson  | Saski Baskonia | definitivo    |          |
| P        | Joe Ragland     | Olimpia Milano | definitivo    |          |
| AC       | Kerem Gönlüm    | Galatasaray    | definitivo    |          |
| AP       | Josh Carter     | Türk Telekom   | definitivo    |          |
| GA       | Justin Carter   | Galatasaray    | definitivo    |          |
| PG       | Can Altıntığ    | Fenerbahçe     | definitivo    |          |
| P        | Kenan Sipahi    | Fenerbahçe     | prestito      |          |
| AG       | Mert Celep      | İTÜ Istanbul   | fine prestito |          |

| Cessioni | Cessioni         | Cessioni        | Cessioni       | Cessioni |
| R.       | Nome             | a               | Modalità       |          |
| -------- | ---------------- | --------------- | -------------- | -------- |
| AP       | Jon Diebler      | Anadolu Efes    | fine contratto |          |
| AG       | Barış Hersek     | Fenerbahçe      | fine contratto |          |
| C        | Cemal Nalga      | İstanbul B.B.   | fine contratto |          |
| P        | Bobby Dixon      | Fenerbahçe      | fine contratto |          |
| AP       | Ceyhun Altay     | T. Büyükçekmece | fine contratto |          |
| G        | D.J. Strawberry  | Olympiakos      | fine contratto |          |
| P        | Yunus Sonsırma   | T. Büyükçekmece | fine contratto |          |
| AP       | Erkan Veyseloğlu | Türk Telekom    | fine contratto |          |
| AG       | Mert Celep       | Eskişehir       | prestito       |          |

### Dopo l'inizio della stagione
| Acquisti | Acquisti           | Acquisti      | Acquisti         | Acquisti   |
| R.       | Nome               | da            | Data             | Modalità   |
| -------- | ------------------ | ------------- | ---------------- | ---------- |
| PG       | Bracey Wright      | Free agent    | 15 dicembre 2015 | definitivo |
| P        | Lazeric Jones      | Iowa Energy   | 25 gennaio 2016  | definitivo |
| AG       | Samet Geyik        | Darüşşafaka   | 30 gennaio 2016  | prestito   |
| AP       | Thomas Abercrombie | N.Z. Breakers | 20 marzo 2016    | definitivo |

| Cessioni | Cessioni      | Cessioni            | Cessioni        | Cessioni    |
| R.       | Nome          | a                   | Data            | Modalità    |
| -------- | ------------- | ------------------- | --------------- | ----------- |
| P        | Joe Ragland   | Scandone Avellino   | 9 dicembre 2015 | rescissione |
| GA       | Justin Carter | Guangdong S. Tigers | 16 gennaio 2016 | rescissione |